# ماشین رقص
ماشین رقص (انگلیسی:Dancing Machine (album)) نهمین آلبوم استودیویی منتشر شده توسط گروه کوئینتت موتاون، جکسون ۵، در ۵ سپتامبر ۱۹۷۴ است. آهنگ عنوان آلبوم، یک موفقیت پاپ شماره ۲ و یک موفقیت آراندبی شماره ۱ در ایالات متحده بود. این گروه دو تک آهنگ اضافی از آلبوم منتشر کرد: آهنگ فانک «هر چی داری، من می‌خوام» و آخرین موفقیت ۲۰ برتر ایالات متحده گروه برای موتاون، «من عشق هستم». تا به امروز، این آلبوم تقریباً ۲٫۶ میلیون نسخه در سراسر جهان فروخته است.

## موفقیت تجاری
آهنگ عنوان آلبوم، «ماشین رقص»، به یک موفقیت تجاری قابل توجهی دست یافت و در صدر جداول آراندبی ایالات متحده قرار گرفت و در جدول پاپ بیلبورد به رتبه دوم رسید. این آلبوم همچنین دو تک آهنگ دیگر با موفقیت متفاوت تولید کرد. «هر چی داری، من می‌خوام» و «من عشق هستم» که آخرین موفقیت ۲۰ برتر ایالات متحده گروه برای موتاون بود.

## میراث
آلبوم «ماشین رقص» به عنوان یک اثر مهم در دیسکوگرافی جکسون ۵ شناخته می‌شود و به ویژه به دلیل آهنگ عنوان آن که به یک آهنگ نمادین در ژانر فانک تبدیل شد، مورد توجه قرار گرفته است.